# Liste des modèles de la PlayStation
Un certain nombre de modèles de la consoles de jeux vidéo PlayStation de Sony ont été produits.

## Révisions des modèles standards de la PlayStation

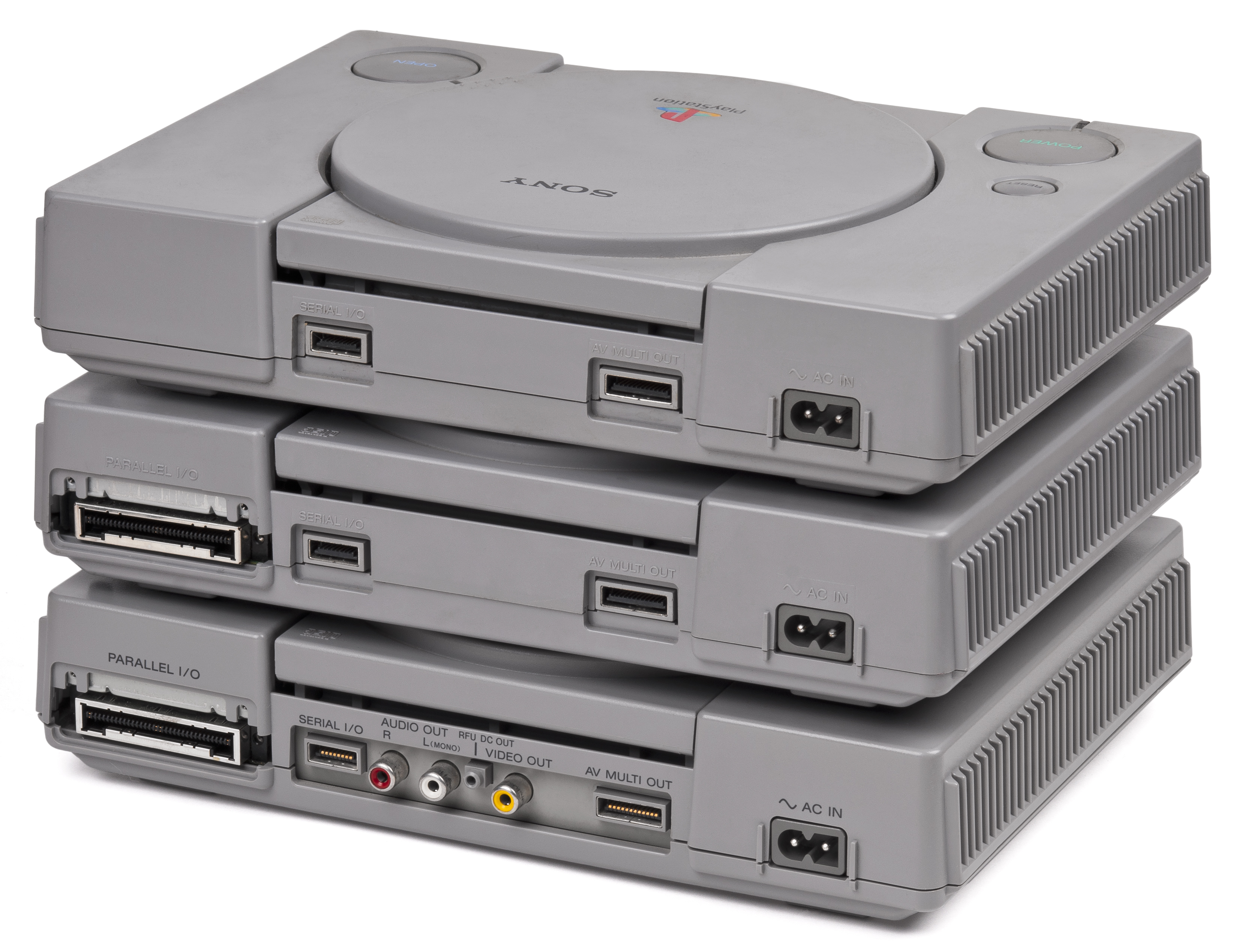
Comparaison des modèles SCPH-1001 (en bas), SCPH-5501 (au centre) et SCPH-9001 (en haut). La révision SCPH-900x a entraîné la suppression du port d'E / S parallèle, tandis que les prises RCA étaient supprimées dans la révision SCPH-550x.

La PlayStation a connu plusieurs variantes au cours de son cycle de production, chacune accompagnée d’un changement de numéro de référence.  D'un point de vue externe, le changement le plus notable a été la réduction progressive du nombre de connecteurs externes à l'arrière de la console. Cela a commencé très tôt avec les modèles au lancement au Japon ; Le SCPH-1000, sorti le 3 décembre 1994, était le seul modèle à disposer d'un port S-Vidéo, qui avait été supprimé lors de la prochaine version.  Cela a également conduit à une différence: les unités de lancement américaines et européennes avaient la même série de numéros de pièces (SCPH-100x) que les unités de lancement japonais, mais leur matériel était différent (Rev.  B silicium et pas de port S-Vidéo) - leurs équivalents techniques étant le SCPH-3000 japonais, la cohérence aurait donc dû être SCPH-3001 et SCPH-3002.  Une numérotation incohérente a également été utilisée pour les machines Net Yaroze, basées sur du matériel SCPH-5000 et plus récent 1001/1002, mais numérotés DTL-H3000, DTL-H3001 et DTL-H3002.  De plus, les premiers modèles (DTL-H1000, DTL-H1001, DTL-H1002) avaient des problèmes avec la fonction printf et les développeurs devaient utiliser une autre fonction à la place.
Cette série de PlayStation était réputée pour ses problèmes de lecteur de CD: le traîneau de lecture optique d'origine (KSM-440AAM) était en thermoplastique et placé près de l'alimentation électrique, ce qui a finalement entraîné une usure inégale plus parallèle à la surface du CD.  Les derniers disques KSM-440ACM ont fait remplacer le traîneau par un autre moulé sous pression avec des inserts en nylon dur afin de résoudre le problème.
La conception matérielle d'origine incluait la mémoire VRAM double port comme mémoire graphique, mais en raison d'une pénurie partielle, Sony a repensé le GPU pour utiliser SGRAM à la place (ce qui pourrait simuler dans une certaine mesure le double port en utilisant deux banques). Dans le même temps, le processeur graphique a été mis à niveau afin d’utiliser un ombrage plus doux, ce qui a permis d’obtenir une meilleure qualité d’image par rapport aux modèles précédents, qui étaient plus sensibles aux bandes  ; De plus, les performances des effets de transparence ont été améliorées, ce qui a permis de réduire le ralentissement des scènes utilisant fortement cet effet. Le matériel C est apparu pour la première fois à la fin de 1995 et, contrairement au Japon, il n’était pas marqué par un changement de numéro de modèle dans les territoires NTSC-U et PAL - les systèmes SCPH-1001/1002 peuvent avoir l’une ou l’autre des révisions, car le changement s’est produit sur la révision PU-8 de la carte mère.
Les consoles de région PAL, de SCPH-1002 à SCPH-5552, étaient différentes des systèmes commercialisés dans d'autres régions en ce qu'elles avaient une conception de menu différente; un fond gris bloqué avec des icônes carrées pour les menus de la carte mémoire (une icône représentant une PlayStation avec 2 cartes mémoire insérées) et du lecteur CD (une icône avec les claviers musicaux). Le lecteur de CD comportait également des effets de réverbération propres à ces systèmes jusqu’à la publication du modèle PS en 2000, qui comportait une version légèrement modifiée du BIOS.
La sortie de la série SCPH-5000 n’ayant été produite qu’au Japon, elle respectait le même design extérieur que la série japonaise SCPH-3xxx, à la seule différence qu’elle était passée à Rev.  Matériel C (identique à celui des unités 1001/1002 en retard) avec certaines mises à niveau des composants défectueux des modèles précédents et un prix de détail réduit. Cette opération a été suivie par la première consolidation majeure, SCPH-550x / 5001 et SCPH-5552 exclusive à PAL, lancée en avril 1997. Ce modèle a également résolu les problèmes de fiabilité de l’unité de disque en éloignant celui-ci de la source d’alimentation afin de réduire la chaleur ; le chipset a également été repensé pour utiliser un servo numérique pour la mise au point / suivi et également pour étalonner automatiquement le lecteur, par opposition à l'étalonnage manuel du gain / biais sur les modèles précédents.  En outre, le blindage et le câblage du bloc d'alimentation ont été simplifiés et le SCPH-5001 des connecteurs RCA et des connecteurs d'alimentation RFU ont été retirés du panneau arrière et le texte imprimé à l'arrière a été remplacé par un relief.  À partir de la série SCPH-550x, les consoles PAL avaient les boutons Marche / Arrêt et Open ou le texte avait été remplacée par des pictogrammes, ce qui apparaîtra plus tard sur la PSone. À l’origine, la PlayStation était censée prendre en charge le support des CD vidéo , mais cette fonctionnalité n’était incluse que dans le modèle asiatique exclusif SCPH-5903.
Viennent ensuite les séries SCPH-700x et SCPH-750x, commercialisées en avril 1998. Elles sont identiques à l’extérieur aux machines SCPH-500x, mais des modifications internes ont été apportées pour réduire les coûts de fabrication (par exemple, la mémoire vive du système passait de 4 puces). et le contrôleur de CD est passé de 3 à 1) et ce sont les derniers modèles à prendre en charge le port parallèle pour les appareils Gameshark. En outre, une légère modification de l'écran de démarrage a été effectuée. le diamant est considéré comme plus long et plus fin et le symbole de la marque (™) est maintenant placé après Computer Entertainment au lieu de après le diamant, comme c'était le cas sur les modèles précédents. La nouveauté de la série SCPH-700x a été l’introduction du « Sound Scope » - visualisations musicales de spectacles lumineux. Celles-ci étaient accessibles en appuyant sur le bouton de sélection pendant la lecture d'un CD audio normal dans le lecteur de CD du système. Tout en regardant ces visualisations, les joueurs peuvent également ajouter divers effets, tels que le cyclage des couleurs ou le flou de mouvement, et peuvent enregistrer / charger leur carte mémoire.  Celles-ci ont été vues sur les modèles SCPH-700x, 750x, 900x et PS one.
La dernière révision de la PlayStation originale était la série SCPH-900x, publiée en mai 1999. Ceux-ci avaient le même matériel que les modèles SCPH-750x, à la différence que le port parallèle a été supprimé et que la taille du circuit imprimé est encore réduite.  La suppression du port parallèle est en partie due au fait que Sony n’a pas publié de module complémentaire officiel; il a été utilisé pour les cartouches de triche pour le port parallèle afin de neutraliser les verrouillages régionaux et la protection contre la copie. Le SCPH-900x était le dernier modèle à prendre en charge la connexion par câble PlayStation Link, car le port d'E / S série a été supprimé de tous les modèles PS one.
La PSone, sortie le 7 juillet 2000, était à l’origine essentiellement basée sur le même matériel que le SCPH-900x ; le port série a été retiré, les ports du contrôleur / carte mémoire ont été déplacés vers la carte de circuit imprimé principale et l’alimentation interne a été remplacée par un adaptateur externe 7,5 V CC, les autres rails d’alimentation requis étant générés en interne sur le circuit principal à l’aide d’un mélange de régulateurs Convertisseurs DC pour les différents rails. Il a également incorporé une version légèrement modifiée de la conception de menu précédemment utilisée uniquement sur les consoles PAL.  La dernière version (toujours désignée SCPH-10x, mais avec une carte de circuit imprimé principale PM-41 (2) différente) était fonctionnellement identique, mais son coût de fabrication a été réduit pour la dernière fois en passant à des puces plus fortement intégrées, à savoir le remplacement des puces externes. RAM avec RAM intégrée, ce qui a permis de réduire le nombre de pièces et d’utiliser des boîtiers plus petits et moins chers en réduisant le nombre de broches nécessaires.

## Modèles pour le débogage

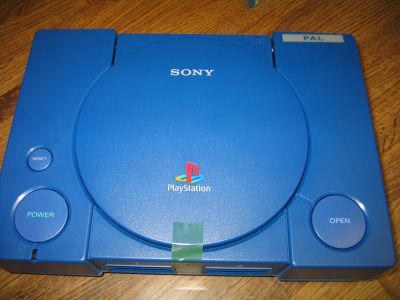
Console de débogage PlayStation (PAL)

Il existait également des consoles de débogage - généralement bleues ou vertes, mais certaines unités de production spéciales (principalement destinées à être utilisées comme unités de démonstration) étaient grises, comme les consoles de vente au détail.  Les consoles de débogage ont été conçues pour être aussi proches que possible des consoles de vente au détail. Elles ne disposent donc que de 2 Mo de RAM (les cartes de développeur de 8 Mo) et d'une ROM de démarrage standard.  La seule différence réelle réside dans le fait que le contrôleur de CD a été reprogrammé de manière à identifier tout disque comportant une piste de données comme étant sous licence, plutôt que d'exiger le code de région figurant dans l'entrée qui était présent sur les CD PlayStation pressés. Cela a été fait pour permettre aux développeurs de graver des jeux sur CD-R pour les tester.  Cela a eu pour effet secondaire que la plupart des consoles de débogage démarrent également des disques d'autres régions (une exception notable étant le dernier débogage NTSC: J, qui ne démarre que les titres japonais), bien que cela n'ait pas été officiellement pris en charge. Sony a créé des consoles de débogage spécifiques à chaque région et la liste de contrôle technique requise fournie par Sony pour chaque région obligeait à tester le titre sur les stations de débogage appropriées.
La raison des deux couleurs de boîtier différentes était un changement de matériel effectué par Sony assez tôt dans le cycle de production de la PlayStation: les machines originales étaient construites à l'aide de Rev. A (premières unités du marché japonais) ou Rev. B (plus tard au Japon, aux États-Unis et en Europe), tous deux utilisant le même GPU avec VRAM pour stocker les données vidéo. Modèles ultérieurs utilisés Rev.  C silicium et SGRAM - bien que les deux chipsets aient des performances très similaires, et Rev. C a été explicitement conçu avec la compatibilité en tête, ils ne sont pas identiques - la Rev.  La version C était nettement plus rapide à la fusion alpha, d’où le mode d’écriture semi-transparent du PS : il était également assez lent lors de certains déplacements de blocs de la mémoire de l’écran (essentiellement ceux comportant des bandes verticales étroites). Bogues matériels mineurs dans l'ancien silicium qui avaient été résolus en incluant des solutions de contournement dans les bibliothèques - les versions les plus récentes des bibliothèques vérifiaient le type de GPU au démarrage et désactivaient les correctifs s'ils n'étaient pas nécessaires. Parce que cela rendait les deux types de machine très différents l'un de l'autre, vous deviez tester votre titre sur les deux avant de le soumettre. Les consoles de débogage (DTL-H100x, DTL-H110x) avaient l'ancien silicium et les verts (DTL-H120x) avaient le nouveau silicium.

## Net Yaroze
En 1997, Sony a publié une version de la PlayStation appelée Net Yaroze.  Plus cher que la PlayStation d’origine, il était coloré en noir au lieu du gris habituel. Il comportait surtout des outils et des instructions permettant à un utilisateur de programmer des jeux et des applications PlayStation sans avoir besoin d’une suite complète pour plusieurs fois le montant d’une PlayStation et n’était disponible que pour les développeurs de jeux vidéo agréés.  Naturellement, le Net Yaroze ne possédait pas de nombreuses fonctionnalités fournies par la suite de développeurs complète. Les programmeurs ont également été limités par les 2 Mo d'espace de jeu total autorisé par Net Yaroze.  La quantité d’espace peut sembler réduite, mais des jeux comme Ridge Racer fonctionnent entièrement à partir de la mémoire vive du système (à l’exception des pistes de musique en streaming).  C'était unique en ce sens qu'il s'agissait de la seule PlayStation officiellement vendue sans le lock-out régional ; il jouerait à des jeux de n'importe quel territoire.  Cependant, il ne pourrait pas lire de CD-R, il était donc impossible de créer des jeux Yaroze à démarrage automatique sans une PlayStation modifiée.

## PS One
Le PS One (parfois nommée PS one et orthographié alternativement PSOne ou PSone) est une version plus petite et redessinée de la plate-forme PlayStation d'origine.  (Les dimensions sont 38 mm × 193 mm × 144 mm contre 45 mm × 260 mm × 185 mm.) Il est sorti le 7 juillet 2000 et a été vendu en plus grande quantité que toutes les autres consoles jusqu’à la fin de l’année, y compris la PlayStation 2 de Sony.  Le PS One est entièrement compatible avec tous les logiciels PlayStation, mais la compatibilité avec les périphériques peut varier.  Des modifications supplémentaires ont également été apportées au modèle PS One, notamment le retrait des ports parallèle et série de l’arrière de la console et le retrait du bouton de réinitialisation (le bouton d’alimentation est également appelé bouton de réinitialisation, mais la console ne peut pas être réinitialisée.) sans le désactiver complètement). 

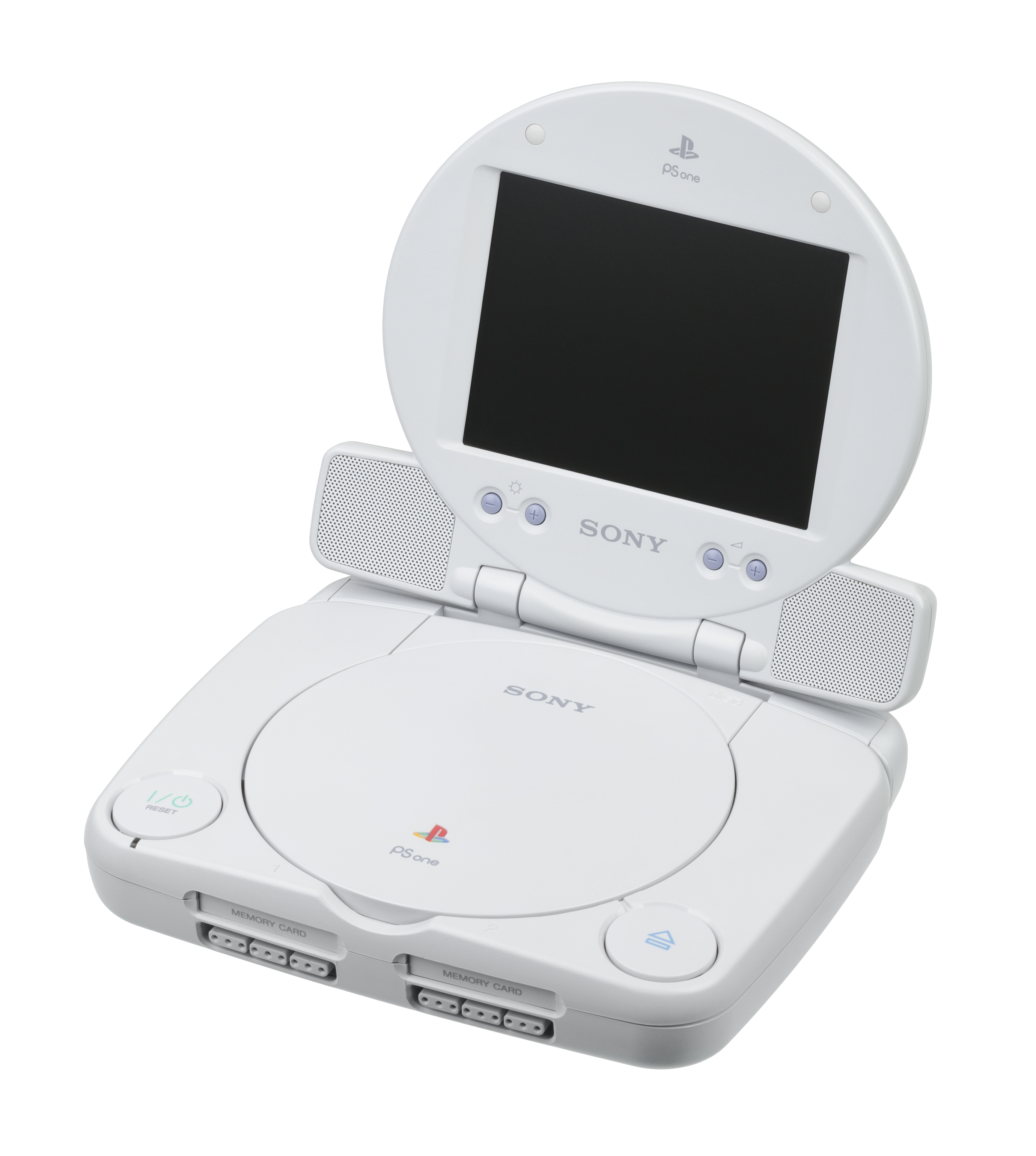
Le PS one avec un écran LCD intégré.

Sony a également lancé une version avec un écran LCD 5 et un adaptateur (bien qu’elle n’ait pas de batterie: elle est alimentée en branchant l’adaptateur sur une prise secteur ou dans une voiture).  Cela s'appelait le pack Combo.  Cependant, il comprend une prise casque (pour casque ou autre connexion audio) et une mini-prise AV pour connecter des caméscopes ou d'autres appareils. 

## Comparaison des modèles
| Modèle,   | BIOS                    | Matériel | Carte mère version            | Région | Sortie A/V | Port parallèle | Port série | Notes |
| --------- | ----------------------- | -------- | ----------------------------- | ------ | --- | -------------- | --- | --- |
| SCPH-1000 | Inconnu (22 sept. 1994) | Rev.A/.B | PU-7                          |        | Oui | Oui            | Oui | Le FMV pouvait sauter. Contient une sortie S-Vidéo. |
| SCPH-1001 | 2.2 (4 déc. 1995)       | Rev.B/.C | PU-8, PU-7 (ancienne version) |        | Oui | Oui            | Oui | Le FMV pouvait sauter. Basée sur la série des SCPH-3000. |
| SCPH-1002 | 2.0 (10 mai 1995)       | Rev.B/.C | PU-8, PU-7 (ancienne version) |        | Oui | Oui            | Oui | Le FMV pouvait sauter. Basée sur la série des SCPH-3000. |
| SCPH-1002 | 2.1 (17 juill. 1995)    | Rev.B/.C | PU-8, PU-7 (ancienne version) |        | Oui | Oui            | Oui | Le FMV pouvait sauter. Basée sur la série des SCPH-3000. |
| SCPH-1002 | 2.2 (4 déc. 1995)       | Rev.B/.C | PU-8, PU-7 (ancienne version) |        | Oui | Oui            | Oui | Le FMV pouvait sauter. Basée sur la série des SCPH-3000. |
| SCPH-3000 | 1.1 (22 janv. 1995)     | Rev. B   | PU-8, PU-7 (ancienne version) |        | Oui | Oui            | Oui | Le FMV pouvait sauter. Vendue avec 2 manettes pour la SCPH-3500. |
| SCPH-3500 | 2.1 (17 juill. 1995)    | Rev. B   | PU-8, PU-7 (ancienne version) |        | Oui | Oui            | Oui | Le FMV pouvait sauter. Vendue avec 2 manettes pour la SCPH-3500. |
| SCPH-5000 | 2.2 (4 déc. 1995)       | Rev. C   | PU-8                          |        | Oui | Oui            | Oui | Le FMV pouvait sauter. Vendue avec 2 manettes pour la SCPH-3500. |
| SCPH-5001 | 3.0 (18 nov. 1996)      | Rev. C   | PU-18                         |        | Non | Oui            | Oui | Le lecteur de CD a été déplacé à droite dans le clapet du lecteur. Introduction du servo numérique pour la mise au point et le suivi, suppression de l'étalonnage manuel du gain / du biais. Le porte-lentille est renforcé et la puissance est simplifiée, ce qui corrige les problèmes de saut de FMV. Seule révision avec amortisseur de vibrations sous l'entraînement. Sortie A/V et connecteur d'alimentation RFU retirée. Carte mère réduite en taille. Numéros de modèle synchronisée dans le monde. SCPH-5903: Conçu spécifiquement pour le marché de l'Asie du Sud-Est, il s'agit du seul modèle capable de lire des films CD vidéo et comprend une puce de sécurité supplémentaire pour lutter contre le piratage qui sévit dans certains pays d'Asie du Sud-Est. Ce modèle dispose également de prises RCA, comme les modèles PlayStation précédents. |
| SCPH-5500 | 3.0 (9 sept. 1996)      | Rev. C   | PU-18                         |        | Non | Oui            | Oui | Le lecteur de CD a été déplacé à droite dans le clapet du lecteur. Introduction du servo numérique pour la mise au point et le suivi, suppression de l'étalonnage manuel du gain / du biais. Le porte-lentille est renforcé et la puissance est simplifiée, ce qui corrige les problèmes de saut de FMV. Seule révision avec amortisseur de vibrations sous l'entraînement. Sortie A/V et connecteur d'alimentation RFU retirée. Carte mère réduite en taille. Numéros de modèle synchronisée dans le monde. SCPH-5903: Conçu spécifiquement pour le marché de l'Asie du Sud-Est, il s'agit du seul modèle capable de lire des films CD vidéo et comprend une puce de sécurité supplémentaire pour lutter contre le piratage qui sévit dans certains pays d'Asie du Sud-Est. Ce modèle dispose également de prises RCA, comme les modèles PlayStation précédents. |
| SCPH-5501 | 3.0 (18 nov. 1996)      | Rev. C   | PU-18                         |        | Non | Oui            | Oui | Le lecteur de CD a été déplacé à droite dans le clapet du lecteur. Introduction du servo numérique pour la mise au point et le suivi, suppression de l'étalonnage manuel du gain / du biais. Le porte-lentille est renforcé et la puissance est simplifiée, ce qui corrige les problèmes de saut de FMV. Seule révision avec amortisseur de vibrations sous l'entraînement. Sortie A/V et connecteur d'alimentation RFU retirée. Carte mère réduite en taille. Numéros de modèle synchronisée dans le monde. SCPH-5903: Conçu spécifiquement pour le marché de l'Asie du Sud-Est, il s'agit du seul modèle capable de lire des films CD vidéo et comprend une puce de sécurité supplémentaire pour lutter contre le piratage qui sévit dans certains pays d'Asie du Sud-Est. Ce modèle dispose également de prises RCA, comme les modèles PlayStation précédents. |
| SCPH-5502 | 3.0 (6 janv. 1997)      | Rev. C   | PU-18                         |        | Non | Oui            | Oui | Le lecteur de CD a été déplacé à droite dans le clapet du lecteur. Introduction du servo numérique pour la mise au point et le suivi, suppression de l'étalonnage manuel du gain / du biais. Le porte-lentille est renforcé et la puissance est simplifiée, ce qui corrige les problèmes de saut de FMV. Seule révision avec amortisseur de vibrations sous l'entraînement. Sortie A/V et connecteur d'alimentation RFU retirée. Carte mère réduite en taille. Numéros de modèle synchronisée dans le monde. SCPH-5903: Conçu spécifiquement pour le marché de l'Asie du Sud-Est, il s'agit du seul modèle capable de lire des films CD vidéo et comprend une puce de sécurité supplémentaire pour lutter contre le piratage qui sévit dans certains pays d'Asie du Sud-Est. Ce modèle dispose également de prises RCA, comme les modèles PlayStation précédents. |
| SCPH-5503 | 3.0 (18 nov. 1996)      | Rev. C   | PU-18                         |        | Non | Oui            | Oui | Le lecteur de CD a été déplacé à droite dans le clapet du lecteur. Introduction du servo numérique pour la mise au point et le suivi, suppression de l'étalonnage manuel du gain / du biais. Le porte-lentille est renforcé et la puissance est simplifiée, ce qui corrige les problèmes de saut de FMV. Seule révision avec amortisseur de vibrations sous l'entraînement. Sortie A/V et connecteur d'alimentation RFU retirée. Carte mère réduite en taille. Numéros de modèle synchronisée dans le monde. SCPH-5903: Conçu spécifiquement pour le marché de l'Asie du Sud-Est, il s'agit du seul modèle capable de lire des films CD vidéo et comprend une puce de sécurité supplémentaire pour lutter contre le piratage qui sévit dans certains pays d'Asie du Sud-Est. Ce modèle dispose également de prises RCA, comme les modèles PlayStation précédents. |
| SCPH-5552 | 3.0 (6 janv. 1997)      | Rev. C   | PU-18                         |        | Non | Oui            | Oui | Le lecteur de CD a été déplacé à droite dans le clapet du lecteur. Introduction du servo numérique pour la mise au point et le suivi, suppression de l'étalonnage manuel du gain / du biais. Le porte-lentille est renforcé et la puissance est simplifiée, ce qui corrige les problèmes de saut de FMV. Seule révision avec amortisseur de vibrations sous l'entraînement. Sortie A/V et connecteur d'alimentation RFU retirée. Carte mère réduite en taille. Numéros de modèle synchronisée dans le monde. SCPH-5903: Conçu spécifiquement pour le marché de l'Asie du Sud-Est, il s'agit du seul modèle capable de lire des films CD vidéo et comprend une puce de sécurité supplémentaire pour lutter contre le piratage qui sévit dans certains pays d'Asie du Sud-Est. Ce modèle dispose également de prises RCA, comme les modèles PlayStation précédents. |
| SCPH-5903 | 2.2 (4 déc. 1995)       | Rev. C   | PU-16                         |        | Oui | Oui            | Oui | Le lecteur de CD a été déplacé à droite dans le clapet du lecteur. Introduction du servo numérique pour la mise au point et le suivi, suppression de l'étalonnage manuel du gain / du biais. Le porte-lentille est renforcé et la puissance est simplifiée, ce qui corrige les problèmes de saut de FMV. Seule révision avec amortisseur de vibrations sous l'entraînement. Sortie A/V et connecteur d'alimentation RFU retirée. Carte mère réduite en taille. Numéros de modèle synchronisée dans le monde. SCPH-5903: Conçu spécifiquement pour le marché de l'Asie du Sud-Est, il s'agit du seul modèle capable de lire des films CD vidéo et comprend une puce de sécurité supplémentaire pour lutter contre le piratage qui sévit dans certains pays d'Asie du Sud-Est. Ce modèle dispose également de prises RCA, comme les modèles PlayStation précédents. |
| SCPH-7000 | 4.0 (18 août 1997)      | Rev. C   | PU-20, PU-18 (early)          | Non    | Le DualShock devient le nouveau standard. Introduction de la portée sonore. Des réductions importantes des coûts de fabrication ont été réalisées à partir de ce modèle.. Le nombre de puces de mémoire et de contrôleurs de CD-ROM a été réduit, les autres composants ont été simplifiés, en particulier sur le SCPH-750x. SCPH-7000, SCPH-7001, et SCPH-7002 : Disponible en bleu nuit comme article promotionnel pour célébrer le 10 millionième PlayStation vendu. | Oui            | Oui | |
| SCPH-7001 | 4.1 (16 déc. 1997)      | Rev. C   | PU-20, PU-18 (early)          | Non    | Le DualShock devient le nouveau standard. Introduction de la portée sonore. Des réductions importantes des coûts de fabrication ont été réalisées à partir de ce modèle.. Le nombre de puces de mémoire et de contrôleurs de CD-ROM a été réduit, les autres composants ont été simplifiés, en particulier sur le SCPH-750x. SCPH-7000, SCPH-7001, et SCPH-7002 : Disponible en bleu nuit comme article promotionnel pour célébrer le 10 millionième PlayStation vendu. | Oui            | Oui | |
| SCPH-7002 | 4.1 (16 déc. 1997)      | Rev. C   | PU-20, PU-18 (early)          | Non    | Le DualShock devient le nouveau standard. Introduction de la portée sonore. Des réductions importantes des coûts de fabrication ont été réalisées à partir de ce modèle.. Le nombre de puces de mémoire et de contrôleurs de CD-ROM a été réduit, les autres composants ont été simplifiés, en particulier sur le SCPH-750x. SCPH-7000, SCPH-7001, et SCPH-7002 : Disponible en bleu nuit comme article promotionnel pour célébrer le 10 millionième PlayStation vendu. | Oui            | Oui | |
| SCPH-7003 | 3.0 (18 nov. 1996)      | Rev. C   | PU-20, PU-18 (early)          | Non    | Le DualShock devient le nouveau standard. Introduction de la portée sonore. Des réductions importantes des coûts de fabrication ont été réalisées à partir de ce modèle.. Le nombre de puces de mémoire et de contrôleurs de CD-ROM a été réduit, les autres composants ont été simplifiés, en particulier sur le SCPH-750x. SCPH-7000, SCPH-7001, et SCPH-7002 : Disponible en bleu nuit comme article promotionnel pour célébrer le 10 millionième PlayStation vendu. | Oui            | Oui | |
| SCPH-7500 | 4.1 (16 déc. 1997)      | Rev. C   | PU-22                         | Non    | Le DualShock devient le nouveau standard. Introduction de la portée sonore. Des réductions importantes des coûts de fabrication ont été réalisées à partir de ce modèle.. Le nombre de puces de mémoire et de contrôleurs de CD-ROM a été réduit, les autres composants ont été simplifiés, en particulier sur le SCPH-750x. SCPH-7000, SCPH-7001, et SCPH-7002 : Disponible en bleu nuit comme article promotionnel pour célébrer le 10 millionième PlayStation vendu. | Oui            | Oui | |
| SCPH-7501 | 4.1 (16 déc. 1997)      | Rev. C   | PU-22, PU-18 (début)          | Non    | Le DualShock devient le nouveau standard. Introduction de la portée sonore. Des réductions importantes des coûts de fabrication ont été réalisées à partir de ce modèle.. Le nombre de puces de mémoire et de contrôleurs de CD-ROM a été réduit, les autres composants ont été simplifiés, en particulier sur le SCPH-750x. SCPH-7000, SCPH-7001, et SCPH-7002 : Disponible en bleu nuit comme article promotionnel pour célébrer le 10 millionième PlayStation vendu. | Oui            | Oui | |
| SCPH-7502 | 4.1 (16 déc. 1997)      | Rev. C   | PU-22                         | Non    | Le DualShock devient le nouveau standard. Introduction de la portée sonore. Des réductions importantes des coûts de fabrication ont été réalisées à partir de ce modèle.. Le nombre de puces de mémoire et de contrôleurs de CD-ROM a été réduit, les autres composants ont été simplifiés, en particulier sur le SCPH-750x. SCPH-7000, SCPH-7001, et SCPH-7002 : Disponible en bleu nuit comme article promotionnel pour célébrer le 10 millionième PlayStation vendu. | Oui            | Oui | |
| SCPH-7503 | 4.1 (16 déc. 1997)      | Rev. C   | PU-22                         | Non    | Le DualShock devient le nouveau standard. Introduction de la portée sonore. Des réductions importantes des coûts de fabrication ont été réalisées à partir de ce modèle.. Le nombre de puces de mémoire et de contrôleurs de CD-ROM a été réduit, les autres composants ont été simplifiés, en particulier sur le SCPH-750x. SCPH-7000, SCPH-7001, et SCPH-7002 : Disponible en bleu nuit comme article promotionnel pour célébrer le 10 millionième PlayStation vendu. | Oui            | Oui | |
| SCPH-9000 | 4.0 (18 août 1997)      | Rev. C   | PU-23, PU-22 (début)          | Non    | Non | Oui            | Le port parallèle a été supprimé (caché sous le boîtier sur les anciennes unités 9000, complètement supprimé sur les modèles suivants). Carte mère de réduite en taille. | |
| SCPH-9001 | 4.1 (16 déc. 1997)      | Rev. C   | PU-23, PU-22 (début)          | Non    | Non | Oui            | Le port parallèle a été supprimé (caché sous le boîtier sur les anciennes unités 9000, complètement supprimé sur les modèles suivants). Carte mère de réduite en taille. | |
| SCPH-9002 | 4.1 (16 déc. 1997)      | Rev. C   | PU-23, PU-22 (début)          | Non    | Non | Oui            | Le port parallèle a été supprimé (caché sous le boîtier sur les anciennes unités 9000, complètement supprimé sur les modèles suivants). Carte mère de réduite en taille. | |
| SCPH-9003 | 4.1 (16 déc. 1997)      | Rev. C   | PU-23, PU-22 (début)          | Non    | Non | Oui            | Le port parallèle a été supprimé (caché sous le boîtier sur les anciennes unités 9000, complètement supprimé sur les modèles suivants). Carte mère de réduite en taille. | |
| PS One    |                         |          |                               |        | |                | | |
| SCPH-100  | 4.3 (11 mars 2000)      | Rev. C   | PM-41, PM-41 (2)              |        | Non | Non            | Non | Boîtier plus petit et refait. Ports de contrôleur et de carte mémoire intégrés à la carte mère. Port série retiré. Dispose d'une alimentation externe. |
| SCPH-101  | 4.5 (25 mai 2000)       | Rev. C   | PM-41, PM-41 (2)              |        | Non | Non            | Non | Boîtier plus petit et refait. Ports de contrôleur et de carte mémoire intégrés à la carte mère. Port série retiré. Dispose d'une alimentation externe. |
| SCPH-102  | 4.4 (24 mars 2000)      | Rev. C   | PM-41, PM-41 (2)              |        | Non | Non            | Non | Boîtier plus petit et refait. Ports de contrôleur et de carte mémoire intégrés à la carte mère. Port série retiré. Dispose d'une alimentation externe. |
| SCPH-102  | 4.5 (25 mai 2000)       | Rev. C   | PM-41, PM-41 (2)              |        | Non | Non            | Non | Boîtier plus petit et refait. Ports de contrôleur et de carte mémoire intégrés à la carte mère. Port série retiré. Dispose d'une alimentation externe. |
| SCPH-103  | 4.6 (Inconnu)           | Rev. C   | PM-41, PM-41 (2)              |        | Non | Non            | Non | Boîtier plus petit et refait. Ports de contrôleur et de carte mémoire intégrés à la carte mère. Port série retiré. Dispose d'une alimentation externe. |

### Modèles spéciaux
| Modèle     | BIOS           | Matériel | Région | Copies CD-R | Notes                                        | Notes                                                                   |
| ---------- | -------------- | -------- | ------ | ----------- | -------------------------------------------- | ----------------------------------------------------------------------- |
| DTL-H1000  | 1.0 (22/09/94) | Rev. A   |        | Oui         | Sortie directe S-Vidéo.                      | Débogueur. DTL-H1000, DTL-H1001, DTL-H1002 : Contient des bugs printf . |
| DTL-H1000H | 1.1 (22/01/95) | Rev. B   |        | Oui         | Sortie directe S-Vidéo.                      | Débogueur. DTL-H1000, DTL-H1001, DTL-H1002 : Contient des bugs printf . |
| DTL-H1001  | 2.0 (07/05/95) | Rev. B   |        | Oui         | Sortie directe S-Vidéo.                      | Débogueur. DTL-H1000, DTL-H1001, DTL-H1002 : Contient des bugs printf . |
| DTL-H1001H | 2.0 (07/05/95) | Rev. B   |        | Oui         | Sortie directe S-Vidéo.                      | Débogueur. DTL-H1000, DTL-H1001, DTL-H1002 : Contient des bugs printf . |
| DTL-H1002  | 2.0 (10/05/95) | Rev. B   |        | Oui         | Sortie directe S-Vidéo.                      | Débogueur. DTL-H1000, DTL-H1001, DTL-H1002 : Contient des bugs printf . |
| DTL-H1100  | 2.2 (06/03/96) | Rev. B   |        | Oui         | A une alimentation externe.                  | Débogueur. DTL-H1000, DTL-H1001, DTL-H1002 : Contient des bugs printf . |
| DTL-H1101  | 2.1 (17/07/95) | Rev. B   |        | Oui         | A une alimentation externe.                  | Débogueur. DTL-H1000, DTL-H1001, DTL-H1002 : Contient des bugs printf . |
| DTL-H1102  | 2.1 (17/07/95) | Rev. B   |        | Oui         | A une alimentation externe.                  | Débogueur. DTL-H1000, DTL-H1001, DTL-H1002 : Contient des bugs printf . |
| DTL-H1200  | 2.2 (04/12/95) | Rev. C   |        | Oui         |                                              | Débogueur. DTL-H1000, DTL-H1001, DTL-H1002 : Contient des bugs printf . |
| DTL-H1201  | 2.2 (04/12/95) | Rev. C   |        | Oui         |                                              | Débogueur. DTL-H1000, DTL-H1001, DTL-H1002 : Contient des bugs printf . |
| DTL-H1202  | 2.2 (04/12/95) | Rev. C   |        | Oui         |                                              | Débogueur. DTL-H1000, DTL-H1001, DTL-H1002 : Contient des bugs printf . |
| DTL-H3000  | 2.2 (04/12/95) | Rev. C   |        | Non         | Système de développement Net Yaroze amateur. | Système de développement Net Yaroze amateur.                            |
| DTL-H3001  | 2.2 (04/12/95) | Rev. C   |        | Non         | Système de développement Net Yaroze amateur. | Système de développement Net Yaroze amateur.                            |
| DTL-H3002  | 2.2 (04/12/95) | Rev. C   |        | Non         | Système de développement Net Yaroze amateur. | Système de développement Net Yaroze amateur.                            |

- Tous les modèles disposent d' une sortie directe A / V , d'un port parallèle et d'un port série . aucune caractéristique sonore portée
- Tous les modèles utilisent un lecteur de CD de basse qualité.
- Tous les modèles (à l'exception de ceux dotés d'une ROM de démarrage japonaise ultérieure) peuvent démarrer un logiciel avec n'importe quel code de région.

### Codes de région
Le dernier chiffre du numéro de modèle de la PlayStation indique la TSC : J, vidéo NTSC, 100 ; V PSU) 
- 1 est USA / Canada (ROM de démarrage en anglais, NTSC: région U / C, vidéo NTSC, 110 ; V PSU)
- 2 correspond à la région Europe / Australie / PAL (ROM en anglais, région PAL, vidéo PAL, 220-240 ; V PSU)
- 3 est l'Asie (ROM d'amorçage en anglais, NTSC : région J, vidéo NTSC, large plage 110-240 ; V PSU)

### Qualité de construction
Le premier lot de PlayStations utilisait une unité laser KSM-440AAM dont le boîtier et toutes les pièces mobiles étaient entièrement en plastique.  Au fil du temps, la friction causait l'usure du plateau en plastique, généralement de manière inégale.  La position de l'unité laser à proximité de l'alimentation a accéléré l'usure en raison de la chaleur supplémentaire, ce qui a rendu le plastique encore plus vulnérable au frottement. Finalement, le plateau deviendrait si usé que le laser ne serait plus dirigé directement sur le CD et que les jeux ne se chargeraient plus. Sony a d'abord abordé le problème en fabriquant le plateau en métal moulé , puis en éloignant l'unité laser de l'alimentation des modèles suivants de la PlayStation.
Certaines unités, en particulier les premiers modèles 100x, seraient incapables de lire correctement la FMV ou la musique, ce qui provoquerait des sauts ou un blocage.  Dans des cas plus extrêmes, la PlayStation ne fonctionnerait correctement que si elle était retournée sur le côté ou a l'envers.